# Karby
 Denne artikel omhandler en by på Mors. Opslagsordet har også en anden betydning, se Karby (Sydslesvig).
Karby er en landsby på det vestlige Mors i Limfjorden med 227 indbyggere  (2024). Karby er beliggende 35 kilometer syd for Thisted og 20 kilometer vest for Nykøbing. Med færge er der 10 kilometer til Hurup mod vest.
Byen ligger i Region Nordjylland og hører til Morsø Kommune. Karby er beliggende i Karby Sogn.

## Personer fra Karby
- Morsø Kommunes tidligere borgmester Egon Pleidrup Poulsen (1950-2010) blev født i Karby.